# Schwaz
För andra betydelser, se Schwaz (olika betydelser).
Schwaz (tyskt uttal: [ˈʃvaːts]
 ( lyssna)) är en stad och kommun i förbundslandet Tyrolen i Österrike. Kommunen har 14 394 invånare (2024), på en yta av 20,21 km². Schwaz är huvudort i distriktet med samma namn. Staden ligger vid floden Inn.